# Miguel Ángel Quevedo
Miguel Ángel Quevedo de la Lastra (La Habana, Cuba, 31 de julio de 1908-Caracas, Venezuela, 12 de agosto de 1969) fue propietario y editor de la Revista Bohemia, uno de los semanarios de noticias más populares en sus días en Cuba y América Latina, conocida por su periodismo político y sus editoriales.

## Trayectoria
La Revista Bohemia se convirtió en la principal voz de la oposición de la administración de Carlos Prio Socarras y apoyó la insurrección y la revolución en contra del régimen de Fulgencio Batista. El 26 de julio de 1958 la revista publicó el manifiesto de Sierra Maestra, un documento cuyo propósito fue la unificación de los grupos contrarios y opositores que combatían el régimen de Batista. El 11 de enero de 1959, la tirada del primer número edición especial de Bohemia después de la revolución fue de un millón de copias vendidas en pocas horas. En Bohemia se publicó la cifra falsa de 20 000 muertos debidos a la dictadura de Fulgencio Batista (1952-1958), lo cuál fue una invención de Quevedo.

### Exilio
Tiempo después descontento con el gobierno de Fidel Castro, Quevedo pidió asilo político en la embajada de Venezuela en La Habana el 18 de julio de 1960 junto a su hermana Rosita Quevedo y llegó a Miami el 7 de septiembre de ese mismo año.
El 20 de octubre del mismo año publicó la Revista Bohemia Libre con el apoyo de casi todos sus antiguos colaboradores y 40.000 dólares mensuales del Departamento de Estado de los Estados Unidos hasta después de la fallida invasión de bahía de Cochinos, pero con el tiempo la empresa fue a bancarrota, y Quevedo tenía grandes deudas y emitió cheques sin fondos.

## Muerte
En Caracas se suicidó el 12 de agosto de 1969 dejando una carta a uno de sus colaboradores, el periodista Ernesto Montaner donde confesaba sentir una gran culpabilidad por haber manipulado a los lectores de la revista Bohemia en favor de Fidel Castro, contribuyendo a su toma de poder. No obstante, allegados y familiares de Quevedo han desestimado la carta argumentando, entre otras cosas, que Montaner no era cercano a Quevedo y que no tiene sentido que su última misiva antes de morir le fuera enviada a él.
Miguel Ángel Quevedo fue uno de los pioneros del movimiento de los Boy Scouts fundado por Lord Robert Baden y Powel of Gilwell en Cuba, en 1914. Fundó el primer grupo scout junto a Carlos Alzugarai, Jules Loustalot y otros quienes escribieron los estatutos e iniciaron las actividades scout conocido como el escultismo.